# Université d'Altdorf

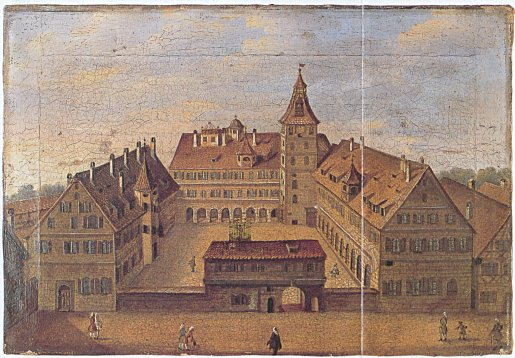
L'« université nurembergeoise » à Altdorf (1714).

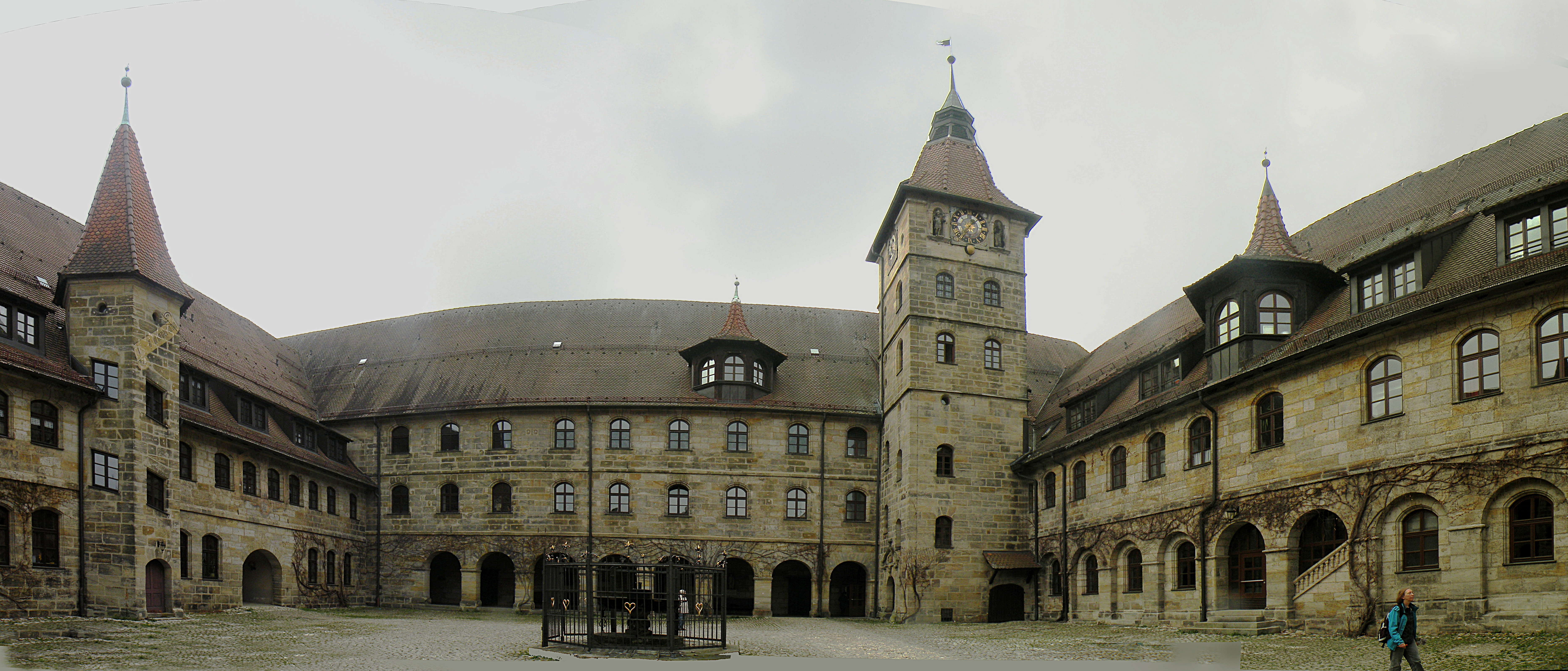
Les anciens bâtiments de l'université en 2014.

L'université d'Altdorf (en allemand : Universität Altdorf) est une ancienne université allemande située à Altdorf bei Nürnberg, ville dépendant de la ville libre d'Empire de Nuremberg dans le Saint-Empire romain germanique (puis située dans le royaume de Bavière de 1805 à 1809). Fondé en 1578, l'établissement devient université en 1622 et est fermé en 1809.

## Histoire

### De l'académie aux écoles

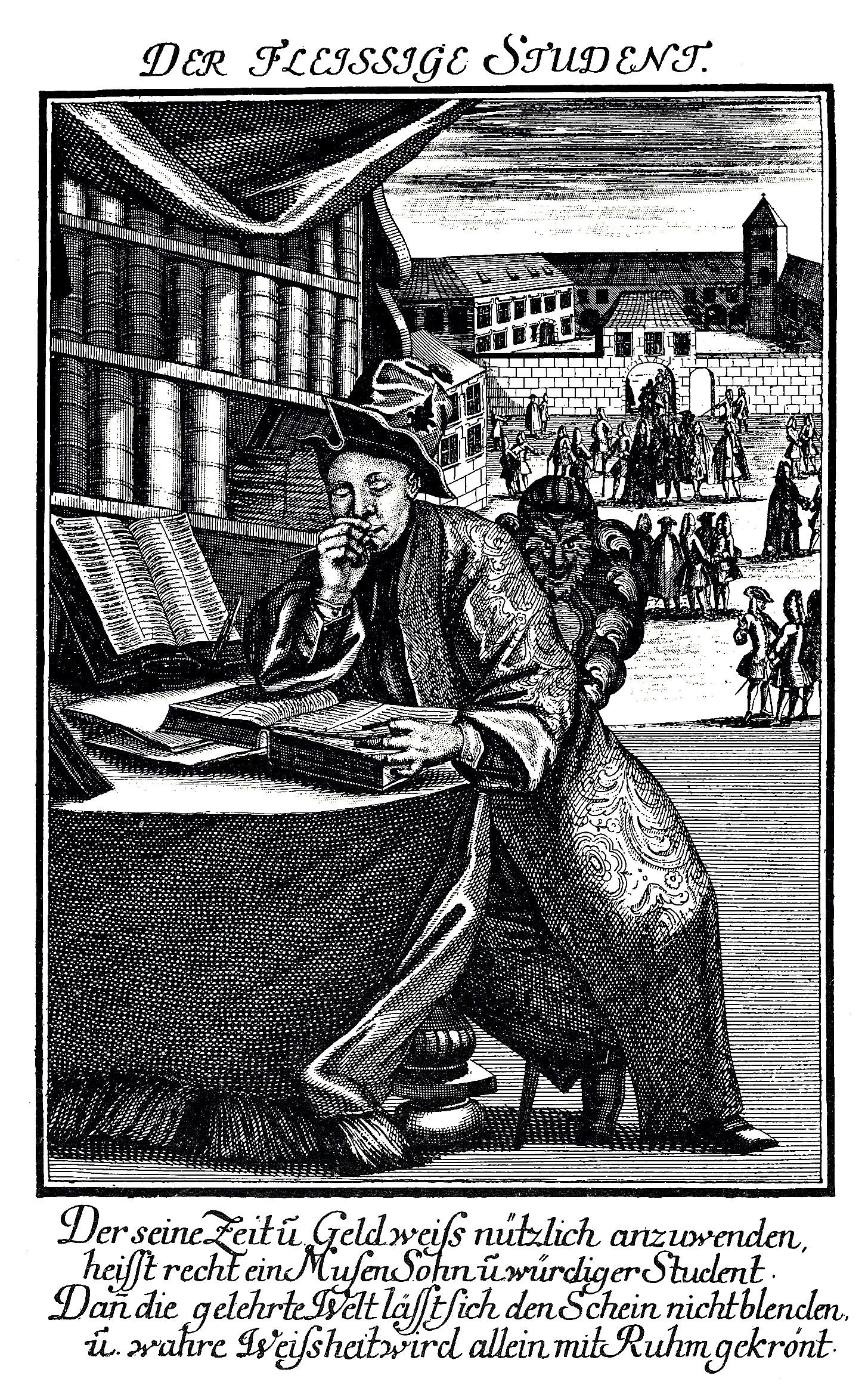
L’étudiant appliqué (gravure de Johann Georg Puschner, vers 1725) ; au second plan, les bâtiments de l'université d’Altdorf, avec la cour intérieure et la grande entrée.

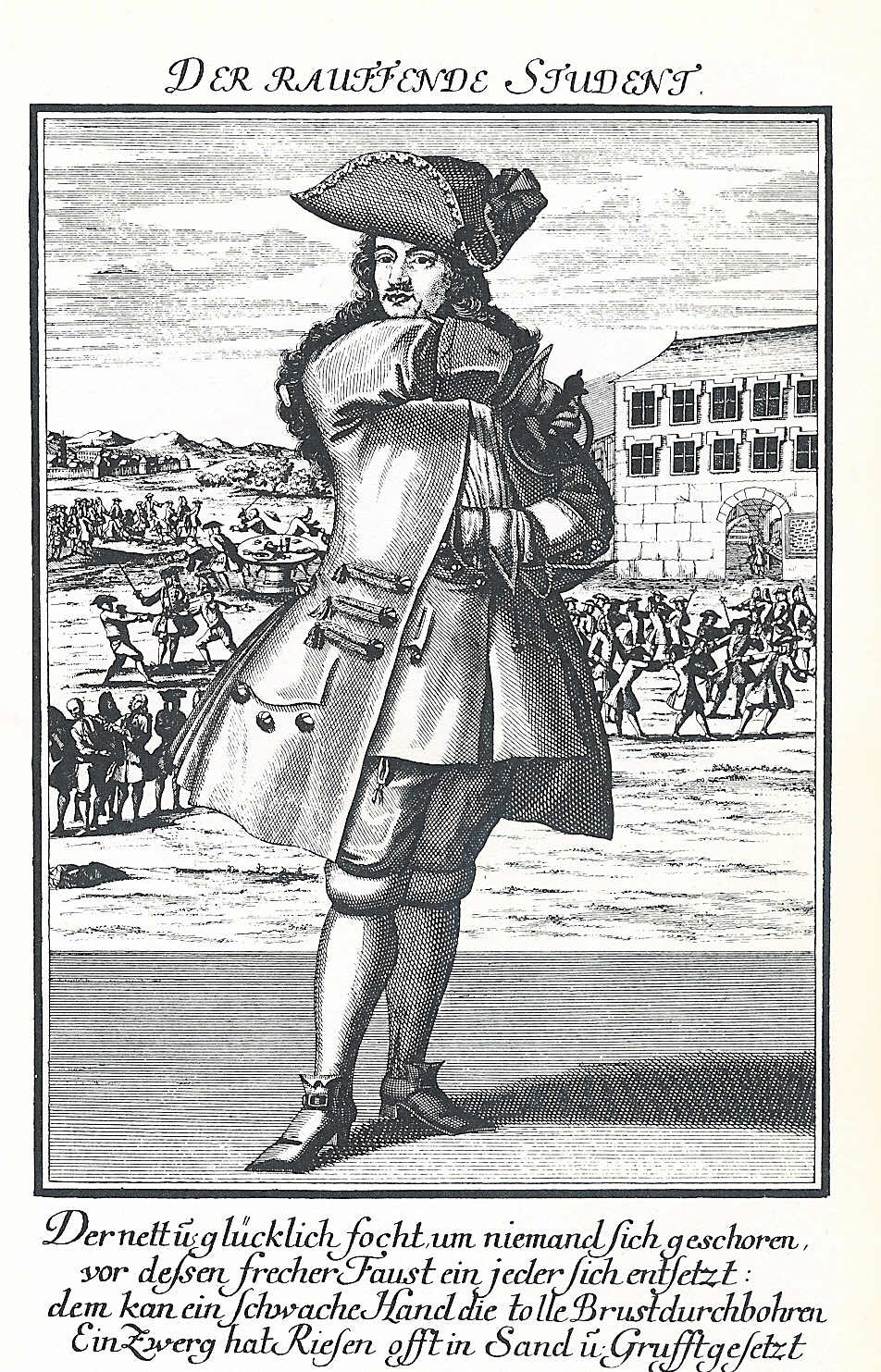
L’étudiant querelleur (Puschner, vers 1725) ; au second plan, le camp d'escrime de l'université d’Altdorf.

Dès le mois de mai 1526, un lycée Saint-Égide était créé à Nuremberg sous l'impulsion d'une poignée d'humanistes et de réformateurs, au premier rang desquels Philipp Melanchthon et Martin Luther ; mais l'établissement ne fut actif que neuf ans. La ville de Nuremberg le rétablit au XIXe siècle en tant que Königliches Altes Gymnasium et il fut renommé Collège Melanchthon en 1933.
En 1565, Joachim Camerarius, l'ancien recteur du lycée Saint-Egide, écrivit au conseil des échevins de Nuremberg pour leur proposer de recréer une école. Après avoir envisagé différentes implantations autour de Nuremberg, une délégation du conseil porta son choix sur Altdorf. Le 30 septembre 1571, le Conseil posait la première pierre du collège, financé par le patriciat florissant de la ville; les souscripteurs obtenaient en contrepartie de leur investissement un logement dans l'université pour leurs fils qui y étudieraient. Au bout de quatre années de chantier, l'établissement fut inauguré le 29 juin 1575. En 1582 l'aile est et son grand amphithéâtre, financés par Sebald Welser, était achevée, ainsi que l'entrée principale, la librairie et les appartements du concierge. L'emprise modeste du complexe architectural laisse supposer que les Nurembergeois n'envisagèrent d'abord de fonder qu'un simple lycée. Un représentant du conseil de Nuremberg auprès de la cour impériale de Prague demanda à ériger l'école en Académie. En 1581, désormais organisée, non plus en classes, mais en facultés, elle décernait sa première maîtrise.

### Accession au statut d'université et ravages de la guerre de Trente Ans
Comme l'Académie d'Altdorf attirait de plus en plus d'étudiants, à la demande du conseil de Nuremberg, l’empereur Ferdinand II l’éleva le 3 octobre 1622 au rang d'université. En contrepartie, la ville libre de Nuremberg devait se retirer de l’Union évangélique et verser 25 000 florins de subsides à l'Empereur. La date de fondation officielle a été fixée au 29 juin 1623, pour la faire coïncider avec la date de fondation du collège de 1575. Le temple Saint-Laurent fut converti en aumônerie. Jusqu'en 1809, plus de 1 100 jeunes protestants y seront ordonnés pasteurs. Huit ans après la fondation de l’établissement, la guerre de Trente Ans mit Altdorf en péril : en novembre 1631, l’armée du prince de Tilly menaçait de mettre la ville à sac. Après paiement d'une rançon de 1000 thalers, les bandes mercenaires évacuèrent définitivement le pays ; mais encore au mois de juin 1632, les personnels de l'université retournant de Nuremberg à Altdorf furent pris à partie par des estradiots, et le recteur de l'université, Nößler , dut accepter de devenir le médecin personnel de Wallenstein. À cette époque, les effectifs de l'université devinrent critiquement bas : étudiants et professeurs avaient trouvé refuge à Nuremberg.

### Apogée, décadence et dissolution
Au retour de la paix, l’université d’Altdorf connut une grande prospérité et une audience croissante jusqu’au premier quart du XVIIIe siècle. En 1650, elle se dota d'une salle d'anatomie, en 1657 d'un observatoire, et en 1682 d'un laboratoire de chimie. Le jubilé du centenaire fut célébré en grande pompe, bien qu'à ce moment le nombre d'inscriptions se mît brutalement à décroître. Une commission universitaire, réunie en 1729, recommanda de rétablir une discipline plus stricte parmi les étudiants comme les professeurs, et il commençait à être question d'un transfert vers Nuremberg. L'annexion de la ville libre au Royaume de Bavière en 1806 rattacha l'université d'Altdorf au système universitaire bavarois ; or la création de nouvelles universités à travers la Bavière appelait à un train d'économies. Faute de moyens financiers, l’Altdorfina fut dissoute (comme l'avait été dès 1803 l'université de Dillingen (de)) le 24 septembre 1809 sur décision du roi Maximilien Ier. Le mobilier et les ouvrages de sa bibliothèque furent confiés à la Bibliothèque universitaire d'Erlangen. Il n'y resta plus qu'un séminaire, en fonction de 1824 à 1924.

## Personnalités

### Enseignants
- Hugues Doneau (1527-1591), jurisconsulte ;
- Nicolaus Taurellus (en) (1547-1606), philosophe et médecin ;
- Moritz Hofmann (1621-1698), médecin ;
- Johann Moritz Hofmann (1653-1727), médecin.

### Étudiants
- Gottfried Wilhelm Leibniz (1646-1716), philosophe, mathématicien et scientifique polymathe, il y obtint le doctorat en droit qu'on lui refusait à l'université de Leipzig[1] ;
- Johann Ferdinand Adam von Pernau (1660-1731), comte de Roseanau, ornithologue ;
- Johann Georg Schlosser (1739-1799), juriste, historien et philosophe ;
- Johann Schreck (1576-1630), missionnaire jésuite en Chine ;
- Albrecht von Wallenstein (1583-1634), homme de guerre.